# 安全地帯 40th ANNIVERSARY CONCERT "Just Keep Going!"Tokyo Garden Theater
『安全地帯 40th ANNIVERSARY CONCERT "Just Keep Going!"Tokyo Garden Theater』(あんぜんちたい フォーティース・アニバーサリー・コンサート"ジャスト・キープ・ゴーイング!"とうきょうガーデン・シアター)は日本のロックバンド安全地帯のライブ・ビデオ。

## 概要
玉置のソロデビュー35周年を記念して発売された『玉置浩二 35th ANNIVERSARY CONCERT Special Collections "Arcadia" & "星路 (みち)"』との同時発売となる。
本作は、東京・東京ガーデンシアターで計4日間にわたり行われた安全地帯のワンマンライブの模様が収録され、発売前には本ライブのダイジェスト映像が公開された。
また、前回のライブに引き続き、病気療養中のためドラマーの田中裕二は参加出来なかったものの「情熱」の披露の際、過去のライブに参加していた田中がスクリーンに映し出され、田中の声でのカウントが導入される形で披露がなされ、この曲でドラムを叩いている田中の音と映像に合わせる形で、他のメンバーが演奏を行うと言う形が取られている。

## 収録曲
1. Opening あの頃へ Instrumental
2. あの頃へ
3. 萠黄色のスナップ
4. 碧い瞳のエリス
5. プルシアンブルーの肖像
6. 好きさ
7. 蒼いバラ
8. 熱視線
9. ワインレッドの心
10. 恋の予感
11. Friend
12. 夕暮れ
13. あなたに
14. 悲しみにさよなら
15. 情熱
16. 真夜中すぎの恋
17. じれったい
18. ひとりぼっちのエール
19. I Love Youからはじめよう
20. Ending あの頃へ Instrumental

## 安全地帯 40th ANNIVERSARY CONCERT "Just Keep Going!"Tokyo Garden Theater (ライブ・アルバム)
『安全地帯 40th ANNIVERSARY CONCERT "Just Keep Going!"Tokyo Garden Theater』(あんぜんちたい フォーティース・アニバーサリー・コンサート"ジャスト・キープ・ゴーイング!"とうきょうガーデン・シアター)は日本のロックバンド安全地帯のライブ・アルバム。

### 概要
ライブ・アルバムとしては2022年発売の『安全地帯 ALL TIME BEST「35」〜35th Anniversary Tour 2017〜LIVE IN 日本武道館』より約2年1ヶ月ぶりとなる。
玉置のソロデビュー35周年記念公演の様子を収録したライブ・ビデオ『玉置浩二 Concert Tour 2022 故郷楽団 35th ANNIVERSARY 〜星路 (みち)〜 in 仙台』との同時発売となる。
本作はライブ・ビデオが発売されてから、音源化の要望が相次いでいたため、それに応える形で制作がなされたのだと言う。
本作の発売前の1月に本作に収録された「Friend」と玉置浩二のソロデビュー35周年記念公演「玉置浩二 Concert Tour 2022 故郷楽団 35th ANNIVERSARY 〜星路 (みち)〜 in 仙台」から「惑星」のライブ映像が公開された。

## 収録曲

### CD

#### Disc.1
1. Opening あの頃へ Instrumental
2. あの頃へ
3. 萠黄色のスナップ
4. 碧い瞳のエリス
5. プルシアンブルーの肖像
6. 好きさ
7. 蒼いバラ
8. 熱視線
9. ワインレッドの心
10. 恋の予感
11. Friend

#### Disc.2
1. 夕暮れ
2. あなたに
3. 悲しみにさよなら
4. 情熱
5. 真夜中すぎの恋
6. じれったい
7. ひとりぼっちのエール
8. I Love Youからはじめよう
9. Ending あの頃へ Instrumental

### LP

#### Disc.1
side A
1. あの頃へ
2. 萠黄色のスナップ
3. 碧い瞳のエリス

side B
1. プルシアンブルーの肖像
2. 好きさ
3. 蒼いバラ

#### Disc.2
side A
1. 熱視線
2. ワインレッドの心
3. 恋の予感

side B
1. Friend
2. 夕暮れ
3. あなたに

#### Disc.3
side A
1. 悲しみにさよなら
2. 情熱
3. 真夜中すぎの恋

side B
1. じれったい
2. ひとりぼっちのエール
3. I Love Youからはじめよう